# 初風諄
初風 諄（はつかぜ じゅん、1941年9月11日 - ）は、日本の女優。元宝塚歌劇団星組・月組主演娘役で宝塚歌劇団卒業生。
東京都出身。山脇学園高等学校を卒業した。公称身長160cm、血液型O型、宝塚歌劇団時代の愛称は、カンちゃん（旧姓に由来）。
本名は、松野 誠子 。旧姓は、菅野。

## 来歴

### 宝塚歌劇団時代
寿美花代に憧憬し1961年、宝塚歌劇団に入団した。月組公演『春の踊り／サルタンバンク』で初舞台を踏む。47期生。同期生に若みゆき（鳩山幸）、振付家の羽山紀代美がいる。宝塚入団時の成績は66人中2位だった。
長身であったことから当初は男役であったが、入団まもなく娘役に転向した。
1962年1月、入団1年目でまだ組配属が決まる前に、雪組公演『絢爛たる休日』で明石照子の相手役に抜擢される。同年、月組に配属された。
1967年より星組主演娘役を務める。
その後、1970年に八汐路まり退団を受け月組主演娘役を務める。
月組では古城都（1970年 - 1973年）、大滝子・榛名由梨（※2人トップ体制、ともに1974年 - 1975年）の相手役を務めた。
1974年、『ベルサイユのばら』初演でマリー・アントワネット役を務め、第1期ベルばらブームの礎を築いた。
1975年9月より1976年1月15日までの長期間歌劇団のヨーロッパ公演に参加した（この欧州公演と、1976年3 - 5月の星組公演への特別出演が決定したため月組公演『恋こそわがいのち』は大劇場・東京公演とも全日程休演し、レナール夫人役は舞小雪が代演）。
1976年、星組公演『ベルサイユのばらⅢ』に再度マリー・アントワネット役として特別出演した。7月の同作品東京公演で退団予定だったが、8月月組東京公演『ベルサイユのばらⅢ』への出演が決定のため退団を延期し、8月31日付で退団した。これは、長年初風が在籍していた月組生徒たちから「初風さんを最後は古巣である月組から送り出してあげられないか」との声があがり、歌劇団も異例の退団延期・月組公演出演を認めたため実現したものだった。
また娘役トップの退団に際しては歌劇団史上初となる、特別公演「サヨナラリサイタル」も行った。

### 宝塚歌劇団退団後
退団後に結婚し、その後長きにわたり家庭に専念した。ただし歌劇団卒業生が集まるイベントにはごく稀にだが出席していた。
2000年ミュージカル『エリザベート』のゾフィー皇太后役で24年ぶりに舞台復帰という形で宝塚退団以来本格的に芸能活動を再開した。宝塚時代を知る舞台関係者のオファーあっての芸能界復帰だったが「若い頃にやっていた事が今もきちんとできるのがうれしい」とコメントしている。
復帰後は、『ミー&マイガール』『チャーリー・ガール』『シンデレラ』『桜祭り狸御殿』『サタデー ナイト フィーバー：ザ ミュージカル』などに出演している。
初風が復帰する直前は同じ宝塚OGであった淀かおる（1993年死去）・上月晃（1999年死去）が相次いで死去しており、空白となっていた"日本（とくに東宝）ミュージカルの「演れて、唄える」女性助演者"を寿ひずるらとともにカバーした功績は大きかった。
2005年、病を得て『エリザベート』を降板したが、療養の甲斐あって同年11月、歌劇団の先輩・笹潤子とのジョイントコンサート『ラ・ルージュ』で復帰した。
2007年、『宝塚BOYS』『蜘蛛女のキス』に出演した。
2008年、『ウェディングシンガー』『宝塚BOYS』『エリザベート』に出演した。『エリザベート』は 寿ひずる とダブルキャストで出演している。
2009年、『エリザベート』（大阪公演）、『ニュー・ブレイン』に出演した。6月宝塚大劇場「百年への道」では司会を担当し、現役最上級生の春日野八千代との対談は話題になった。
2010年、『蜘蛛女のキス』（再演）、『宝塚BOYS』（三演）、『ワンダフルタウン』に出演した。
2011年、宝塚100周年へ向けてのOG公演『DREAM TRAIL』、『花柳寿輔傘寿記念公演』、『ウェディングシンガー』（再演）、小林公平1周忌チャリティなどに出演した。
2014年、宝塚歌劇団100周年記念で創立された『宝塚歌劇の殿堂』の最初の100人のひとりとして殿堂入りを果たしている。

## 宝塚歌劇団時代の主な舞台
- 『絢爛たる休日』（雪組、1962年1月1日 - 1月31日、宝塚大劇場）
- 『花のオランダ坂』『ナンバー・ワン』（雪組、1962年7月3日 - 7月30日、宝塚大劇場）
- 『潮の鈴』『霧深きエルベのほとり』 - ベティ （月組、1963年5月1日 - 6月2日、宝塚大劇場）
- 『花響楽』『霧深きエルベのほとり』 - アンゼリカ （月組、1965年3月6日 - 3月30日、東京宝塚劇場）
- パリ公演（1965年）
- 『恋天狗』『永遠のスーザン』（月組、1966年9月2日 - 9月29日、宝塚大劇場）
- 『おーい春風さん』『霧深きエルベのほとり』 - アンゼリカ（月組、1967年1月28日 - 2月28日、宝塚大劇場）
- 『オクラホマ!』- ローリー 役（月・星組、1967年7月1日 - 7月30日、宝塚大劇場）
- 『アディオ・アモーレ』『ワンダフル・タウン』（月組、1967年10月31日 - 11月30日、宝塚大劇場）
- 『水恋抄』『夢の中の少女』『若者達のバラード』（星組、1967年12月3日 - 12月26日、新芸劇場）
- 『赤毛のあまっこ』『虹を追って』（星組、1968年2月2日 - 2月27日、宝塚大劇場）
- 『ヤング・メイト』『追憶のアンデス』（星組、1968年6月1日 - 6月27日、宝塚大劇場）
- 『千姫』『7 -セブン-』（星組、1968年10月1日 - 10月30日、宝塚大劇場）
- 『シルクロード』（星組、1969年3月27日 - 4月24日、宝塚大劇場）
- 『椎葉の夕笛』『セ・ラ・ビィ』（星組、1969年9月4日 - 9月30日、宝塚大劇場）
- 『安寿と厨子王』『タカラヅカ'69』（星組、1969年12月2日 - 12月21日、宝塚大劇場）
- 『恋に朽ちなん』『ハロー!タカラヅカ』（星組、1970年5月8日 - 5月26日、宝塚大劇場）
- 『僕は君』『ザ・ビッグ・ワン』（星組、1970年8月1日 - 8月31日、宝塚大劇場）
- 『恋人たち』（星組、1970年12月2日 - 12月20日、宝塚大劇場）
- 『ドン・ホセの一生』『タイム・マップ』（月組、1971年2月27日 - 3月24日、宝塚大劇場）
- 『川は光る』『人魚姫－愛と魂の物語－』（月組、1971年7月1日 - 7月29日、宝塚大劇場）
- 『ゴールド・ヒル』『ハレルヤ』（月組、1971年12月2日 - 12月26日、宝塚大劇場）
- 『さらばマドレーヌ』『ラ・ロンド -恋人たちの円舞曲-』（月組、1972年2月26日 - 3月23日、宝塚大劇場）
- 『蒼き湖』『グラン・ソレイユ -ひまわり-』（月組、1972年7月29日 - 8月31日、宝塚大劇場）
- 『海を渡る武士道　山田長政の恋』（1972年10月2日 - 11月28日、帝国劇場）
- 『ミルテの花－クララ シューマンの恋－』『シャイニング・ナウ!』（全組合同、1972年12月2日 - 12月12日、宝塚大劇場）
- 東南アジア公演（1973年）
- 『鼓よ空に響け』『愛のラプソディ』（月組、1973年3月1日 - 3月22日、宝塚大劇場）
- 『霧深きエルベのほとり』 - マルギット『ファニー・フィーリング』（月組、1973年5月26日 - 6月28日、宝塚大劇場）
- 『秋の宝塚踊り』『イフ…－さよなら古城都－』（月組、1973年9月29日 - 10月30日、宝塚大劇場）
- 『白い朝』『ロマン・ロマンチック』（月組、1974年1月31日 - 2月26日、宝塚大劇場）
- 『花のオランダ坂』『インスピレーション』（月組、1974年6月27日 - 7月24日、宝塚大劇場）
- 『ベルサイユのばら』- マリー・アントワネット 役（月組、1974年8月29日 - 9月26日、宝塚大劇場）
- 『春鶯囀』『ラビング・ユー』（月組、1975年1月1日 - 1月30日、宝塚大劇場）
- 『春の宝塚踊り』『ラムール・ア・パリ－サラ・ベルナールの恋－』-サラ・ベルナール役　主演（月組、1975年3月27日 - 5月12日、宝塚大劇場）
- ソ連公演（1975年9月）
- 『ベルサイユのばらⅢ』- マリー・アントワネット 役（星組、1976年3月25日 - 5月12日、宝塚大劇場）
- 『ベルサイユのばらⅢ』- マリー・アントワネット 役（月組特別、1976年8月5日 - 8月30日、東京宝塚劇場）

## 宝塚歌劇団退団後の主な舞台
- 『エリザベート』（2000年・2004年・2008年） - ゾフィー役
- 『チャーリー・ガール』（2002年）
- 『ミー＆マイガール』（2003年） - マリア役
- 『宝塚BOYS』（2007年・2008年・2010年）- 君原佳枝 役
- 『蜘蛛女のキス』（2007年・2010年）
- 『ウェディング・シンガー』（2008年・2011年） - ロージー役
- 『ニュー・ブレイン』（2009年）
- 『ワンダフルタウン』（2010年）
- 『DREAM TRAIL』（2011年）
- 『DREAM, A DREAM』（2013年）
- 『CHICAGO THE MUSICAL』（2014年・2016年） - 看守ママ・モートン 役
- 『ザ・デイサービス・ショウ It's Only Rock'n Roll』（2016年） - 名取さち（ナタリー） 役[3]

## 人物・逸話
- 宝塚時代の親友の1人に初風緑のおばである美濃ゆたか（男役）がいた。緑の芸名は諄にあやかり命名したのだという。
- 親類に元プロ野球選手・元監督で野球解説者の田淵幸一がいる[4]。